# 아카데미 오브 컨트리 뮤직 어워드
아카데미 오브 컨트리 뮤직 어워드(영어: Academy of Country Music Awards), 줄여서 ACM 어워드(영어: ACM Awards)는 1966년부터 매년 개최되는 미국의 음악 시상식이다. 컨트리 음악을 대상으로 수상을 진행한다. 시상식의 시그니처라고 할 수 있는 모자 모양의 트로피는 1968년부터 제작되었다. 1972년부터는 ABC를 통하여 방송을 송출하기 시작하였고, 1979년에는 딕 클라크 프로덕션에 들어갔다. 딕 클라크와 알 슈바츠는 프로듀서로 있었으며, 진 위드가 감독직을 맡았다. 이후에는 NBC로 방송사가 옮겨졌으며, 1997년부터 현재까지는 CBS에서 송출한다.
현재 주요 부문으로는 올해의 엔터테이너, 올해의 남성 보컬리스트, 올해의 여성 보컬리스트, 올해의 노래 부문이 있다.

## 장소
ACM 어워드는 처음에는 로스앤젤레스에 열렸다. 2003년부터는 라스베이거스로 옮겨 만달레이 베이 이벤트 센터에서 2005년까지 열렸고, 2006년부터 2014년까지는 MGM 그랜드 가든 아레나에서 개최되었다. 2015년에는 시상식 50주년을 기념하기 위하여 댈러스-포트워스의 알링턴에 위치한 AT&T 스타디움에서 열렸다. 이 시상식은 70,252명의 관객의 동원하면서 기네스 세계 기록에 가장 많은 사람이 참석한 시상식으로 등록되었다.
2016년부터는 다시 MGM 그랜드 가든 아레나로 갔다가, 2017년엔 T-모바일 아레나로 변경되었다. 2018년에는 또 MGM 그랜드 가든 아레나로 돌아왔다. 이듬해에도 같은 장소에서 진행되었으며, 리바 매킨타이어가 호스트를 맡았다. 2020년 4월 27일, ACM은 그랜드 올 오프리 하우스, 라이맨 오디토리움, 블루버드 카페까지 역사적인 컨트리 음악 장소 세 곳에서 송출될 것이라고 밝혔다.

## 같이 보기
- 컨트리 음악 협회
- 컨트리 음악 명예의 전당 박물관
- 그랜드 올 오프리